# Rhytidoponera confusa
Rhytidoponera confusa är en myrart som beskrevs av Ward 1980. Rhytidoponera confusa ingår i släktet Rhytidoponera och familjen myror. Inga underarter finns listade i Catalogue of Life.